# Naposljetku nada
Naposljetku nada (njemački: Am Ende die Hoffnung) njemačka je povijesna drama iz 2011. godine snimljena prema scenariju i režiji Thorstena Nätera. Radnja filma istovremeno se odvija 1944. i 2011. godine i prati životne priče bake i njezine unuke u različitim vremenima, ali s jednakim poteškoćama. Glavne uloge tumače Yvonne Catterfeld, Maximilian von Pufendorf i Stephan Luca.
Film je sniman od 15. veljače do 7. travnja 2011. u Njemačkoj (Berlin, München i Hannover) i Norveškoj.
Prvo televizijsko prikazivanje film je doživio na kanalu Sat.1 18. listopada 2011. Premijeru filma pratilo je 3,15 milijuna gledatelja, većinom mladenačke dobi.

## Radnja
2011.: Berlin. Taksistica Kati Krüge (Marie Zielcke) dobiva poziv za vožnju na koju nerado ide, ali klijent traži upravo nju. Poziv je stigao od njezine bake Elisabeth Lenz s kojom nije u bliskim odnosima. Elisabeth traži da je unuka odveze u Kiel, a put do Kiela vrijeme je koje ona provodi u sjećanjima. 
1941.: Prije gotovo sedamdeset godina baka se zvala Ellen Ludwig (Yvonne Catterfeld), u Kielu je radila u krojačnici i ujedno bila članica pokreta otpora. Kad su jednom prilikom ona i njezina prijateljica lijepile letke antinacističkog sadržaja po gradu, uhvatila ih je njemačka patrola. Prijateljica je stradala, a Ellen se uspjela izvući zahvaljujući mladom liječniku Robertu Elbingu (Stephan Luca), vođi mjesnog pokreta otpora, koji se ubrzo zaljubi u nju. 
Kao engleska špijunka, upoznaje Hansa Mertensa (Max von Pufendorf), njemačkog časnika na podmornici, s ciljem prikupljanja podataka o prijevozu dizelskih motora najnovije proizvodnje u Japan. Iskorištavajući njihovu ljubavnu vezu, Ellen se uspije dokopati podataka slikanjem tajnih spisa u Mertensovom uredu. Unatoč tome što je izvršila zadatak, Ellen se iskreno zaljubila u Hansa i teško se miri s njegovim odlaskom. Nakon što Hans isplovi za Japan, Ellen preživi bombardiranje zahvaljujući liječniku Robertu, koji joj nudi bijeg u Englesku.
Nakon što od Robertove suradnice, medicinske sestre Helge Beier (Hildegard Schroedter), sazna kako će Britanska mornarica potopiti podmornicu, Ellen odluči upozoriti Hansa. Sestra Helga pomogne joj krivotvoriti dokumente, te kao medicinsko osoblje Ella odlazi vlakom u Norvešku, gdje se nalazi Hans s ostatkom posade, nakon što im je u Norveškom moru bila oštećena podmornica. Ellen i Hans uspliju provesti nekoliko dana zajedno, ali Hans ubrzo prema Hitlerovoj zapovijedi ponovno isplovljava. Večer prije, Ellen mu priznaje svoj pravi identitet i otkriva engleski plan o potapanju podmornice. Hans joj ne povjeruje i ode isploviti.
Sljedećega jutra, Ellu privede Norveški pokret otpora, ali se spasi posredovanjem liječnika Roberta, koji je također u Norveškoj. Nakon potapanja podmornice Ellen odlazi u Englesku, gdje se vjenčala s Robertom. Budući da je tamo rodila Hansovo dijete (Katinu majku) nakon pola godine rastaje se od Roberta.
2011.: Brojnim retrospekcijama Elisabeth se vraća u prošlost, zbog koje je zanemarivala svoju kćer i unuku. Isprva se teško uspijeva razumjeti s unukom, ali nakon blažeg srčanog udara, Kati odluči poslušati njezinu priču, koja ih odvede u Norvešku. Tamo Ellen nalazi kuću u kojoj je provela noć s Hansom, a u mjesnom hotelu sazna kako su morski biolozi pronašli olupinu podmornice U-864, u kojoj je poginuo Hans.
Zadnjim vraćanjem u prošlost saznaje se kako je Hans netom prije pogiblji napisao pismo u boci za Ellen i zaključao ga u ormarić u nadi da će ga jednom pronaći. Upravo to pismo Ellen pročita na kraju filma.

## Uloge

### Glavne uloge
- Yvonne Catterfeld kao mlada Elisabeth (Ellen Ludwig);
- Stephan Luca kao engleski liječnik Robert Elbing;
- Maximilian von Pufendorf kao mornarički časnik Hans Mertens;
- Rosemarie Fendel kao starija Elisabeth (Ellen Lenz);
- Marie Zielcke kao Ellina unuka i taksistica Kati Krüger.

### Sporedne i gostujuće uloge
- Katrin Pollitt kao Frida;
- Dirk Borchardt kao zapovjednik podmornice, kapetan Wolfram;
- Hildegard Schroedter kao medicinska sestra Helga Beier;
- Tobias Retzlaff kao strojar u podmornici;
- Hedi Kriegeskotte kao Ilse Kastropp;
- Karl Kranzkowski kao R. Karl Kastrop;
- Eva-Maria Kurz kao gospođa Kleintje;
- Frieder Venus kao gospodin Kleintje;
- Kai-Peter Malina kao Funker Rühl;
- Henning Nöhren kao kondukter u vlaku.

Izvor: Internet Movie Database 

## Vanjske poveznice
- Naposljetku nada  Arhivirana inačica izvorne stranice od 15. rujna 2016. (Wayback Machine) na mrežnim stranicama Sat.1 (njem.)